# Боесе ле Сек
Боесе ле Сек (фр. Boëssé-le-Sec) је насељено место у Француској у региону Лоара, у департману Сарт.
По подацима из 2011. године у општини је живело 629 становника, а густина насељености је износила 53,49 становника/km².

## Демографија
| 1962. | 1968. | 1975. | 1982. | 1990. | 2011. |
| ----- | ----- | ----- | ----- | ----- | ----- |
| 648   | 664   | 726   | 615   | 590   | 629   |